# ناثان داير
ناثان داير (بالإنجليزية: Nathan Dyer) مواليد 29 نوفمبر 1987 في تروبريدج، ويلتشاير، إنجلترا، هو لاعب كرة قدم بريطاني. يلعب كلاعب وسط.

## مرحلة الشباب

### أندية لعب لها
- نادي ساوثهامبتون

## المسيرة الاحترافية

### أندية لعب لها
- نادي ساوثهامبتون
- سوانزي سيتي

## روابط خارجية
- ناثان داير على موقع الاتحاد الأوربي (الإنجليزية)
- ناثان داير على موقع قاعدة بيانات كرة القدم.إي يو (الإنجليزية)
- ناثان داير على موقع Soccerbase.com (لاعب) (الإنجليزية)
- ناثان داير على موقع Soccerway.com (الإنجليزية)
- ناثان داير على موقع عالم كرة القدم.نت (الإنجليزية)
- ناثان داير على موقع AS.com (الإسبانية)